# Greix intramuscular
El greix intramuscular està situat a l'interior de les fibres del múscul esquelètic. S'emmagatzema en gotes de lípids que existeixen molt a prop dels mitocondris, on serveix com a magatzem d'energia que es pot utilitzar durant l'exercici. En humans, l'excés d'acumulació de greix intramuscular s'ha associat amb condicions com la resistència a la insulina i la diabetis tipus 2. La síndrome del virus de la immunodeficiència humana (VIH)-lipodistròfia s'associa amb una sobreacumulació de greix intramuscular, que pot contribuir a la síndrome de caquèxia-anorèxia associada al VIH.